# کندیس آزارا
کندیس آزارا (انگلیسی: Candice Azzara) (زادهٔ ۱۸ مهٔ ۱۹۴۵) یک هنرپیشه اهل ایالات متحده آمریکا است. وی از سال ۱۹۶۸ میلادی تاکنون مشغول فعالیت بوده‌است.

## بخشی از فیلمشناسی
از فیلم‌ها یا برنامه‌های تلویزیونی که وی در آن نقش داشته‌است می‌توان به آثار زیر اشاره کرد.
- پاندمونیوم (فیلم) (۱۹۸۲)
- قهرمانان بی‌بندوبار (۱۹۹۵)
- اگه می‌تونی منو بگیر (فیلم ۲۰۰۲) (۲۰۰۲)
- دوازده یار اوشن (فیلم) (۲۰۰۴)
- در موقعیت او (فیلم) (۲۰۰۵)
- پسر کوچک (فیلم) (۲۰۱۵)